# Phlomis longifolia
Phlomis longifolia là một loài thực vật có hoa trong họ Hoa môi. Loài này được Boiss. & Blanche miêu tả khoa học đầu tiên năm 1859.